# Kanton Coulonges-sur-l'Autize
Kanton Coulonges-sur-l'Autize (fr. Canton de Coulonges-sur-l'Autize) je francouzský kanton v departementu Deux-Sèvres v regionu Poitou-Charentes. Skládá se ze 14 obcí.

## Obce kantonu
- Ardin
- Béceleuf
- Coulonges-sur-l'Autize
- Faye-sur-Ardin
- Fenioux
- La Chapelle-Thireuil
- Le Beugnon
- Le Busseau
- Puihardy
- Saint-Laurs
- Saint-Maixent-de-Beugné
- Saint-Pompain
- Scillé
- Villiers-en-Plaine